# 1591년
1591년은 화요일로 시작하는 평년이다.

## 연호
- 명(明) 만력(萬曆) 19년
- 일본(日本) 덴쇼(天正) 19년
- 후 레 왕조(後黎朝) 꽝흥(光興) 14년
- 막 왕조(莫朝) 흥찌(興治) 4년 / 홍닌(洪寧) 원년

## 기년
- 류큐(琉球) 쇼네이왕(尚寧王) 3년
- 명(明) 신종 만력제(神宗 萬曆帝) 19년
- 조선(朝鮮) 선조(宣祖) 24년
- 후 레 왕조(後黎朝) 세종(世宗) 19년
- 막 왕조(莫朝) 막머우헙(莫茂洽) 27년

## 사건
- 7월 7일 - 스페인 산페르민 축제 시작

## 탄생
- 독일의 예수회 선교사, 가톨릭 신부 요한 아담 샬 폰 벨. (~1666년)
- 청교도 사이에서 일어난 율법폐기론분쟁의 주요 인물 앤 허친슨. (~1643년)

## 사망
- 2월 15일 - 일본 센고쿠 시대의 무장 도요토미 히데나가. (1540년~)
- 10월 16일 - 로마의 교황 교황 그레고리오 14세. (1535년~)